# Il Programma Socialista
Il Programma Socialista
Nel 1892 Kautsky scrisse anche il commento ufficiale di partito al Programma di Erfurt, che s'intitolava La lotta di classe. 
Le versioni divulgative del Marxismo contenute nelle opere di Kautsky e Bebel furono molto più diffuse e lette in Europa fra la fine dell'Ottocento ed il 1914 che non le opere di Marx.
In particolare La lotta di classe fu tradotta in sedici lingue entro il 1914 e fu considerato dai partiti socialisti aderenti alla Seconda Internazionale come il nuovo Manifesto.
Questo testo portò a definire ortodossa la teoria marxista elaborata nei decenni precedenti il 1917, quando la Rivoluzione d'ottobre produsse una profonda spaccatura nel movimento socialista internazionale.
Dopo la Rivoluzione d'ottobre il Marxismo esposto ne La lotta di classe è stato ritenuto dai marxisti rivoluzionari come una versione semplificata, e contaminata di Positivismo, del marxismo ed è spesso chiamata "Marxismo volgare" o "Marxismo della Seconda Internazionale". Tuttavia ancora nel 1899 Lenin lodava il Programma di Erfurt e diceva di volerlo imitare.
"Il programma in sé era volutamente breve, con poco in termini di spiegazione o argomentazione, da cui la decisione di Kautsky di scrivere un libro di taglio divulgativo, come commento e spiegazione del programma, a sostegno della causa del socialismo. Das Erfurter Programm in seinem grundsätzlichen Teil erläutert (Il programma di Erfurt) venne pubblicato nel 1892. Lo storico Donald Sassoon scrive che il programma “divenne uno dei testi socialisti più diffusamente letti in Europa” e il commento di Kautsky “fu tradotto in sedici lingue prima del 1914 e divenne la riconosciuta «summa» del marxismo popolare” in tutto il mondo."